# Gegen Ende der Nacht
Gegen Ende der Nacht ist ein Fernsehfilm von Oliver Storz aus dem Jahr 1998. Er entstand als deutsch-österreichisch-schweizerische Koproduktion im Auftrage von SDR, ORF und DRS bei der Maran Film GmbH. Der Film wurde in Deutschland am 29. April 1998 in der ARD erstmals ausgestrahlt.

## Handlung
Im Hochsommer 1945 wird in einer einsam gelegenen Mühle im amerikanisch besetzten Württemberg eine fünfköpfige Familie brutal ermordet. Selbst der Hofhund wurde nicht verschont. Die Toten sind der Müller Danner, seine Frau, beide Söhne und die Tochter Inge. Letztere findet man kopfunten aufgehängt, den nackten Rücken mit blutigen SS-Runen verunstaltet. Zwei weitere Bewohner der Mühle, der Wehrmachtsdeserteur Rudi, der die Toten entdeckt hat und die junge Flüchtlingsfrau Karin Katte blieben dagegen unversehrt, da sie in der Tatnacht nicht daheim waren. Um der erkrankten Bäuerin Lina zu helfen, hatten sie einige Tage auf dem Nachbarhof verbracht. Von den Tätern fehlt jede Spur.
Mit den Ermittlungen wird Captain Dave Gladbaker vom Geheimdienst der amerikanischen Armee betraut, ein Offizier mit jüdisch-deutschem Hintergrund, dessen Eltern im KZ ermordet wurden. Da dieser mit den lokalen Verhältnissen nicht vertraut ist, rekrutiert er zur Unterstützung den deutschen Kriminalisten Walter Fehleisen, der als ehemaliger Polizeiinspektor und Parteimitglied seit sechs Wochen im Militärgefängnis interniert ist. Dieser weigert sich zunächst, mit den Amerikanern zu kollaborieren, worauf ihm Gladbaker vorhält, er habe ja auch kein Problem damit gehabt, für Heinrich Himmler zu arbeiten.
Bald sind beide Ermittler überzeugt, in dem Verbrechen einen Racheakt Ortsfremder zu erkennen, wobei jedoch die tote Müllerstochter offenbar mit dem eigentlichen Ziel verwechselt wurde. Fehleisen beschreibt die Müllerfamilie als anständige Leute, deren Ermordung also eher keine Vergeltung von Denunzierten oder Zwangsarbeitern gewesen sein kann. Die Vermutung liegt nahe, dieses Ziel sei eigentlich Karin Katte gewesen, die angesichts der Toten auch auffällig gelassen reagiert. Darauf angesprochen antwortet Karin, sie sei drei Jahre lang als Krankenschwester in einem Frontlazarett an der Ostfront gewesen. Die junge Frau gerät zunehmend in Verdacht, eine von der Besatzungsmacht gesuchte Aufseherin aus dem Vernichtungslager Majdanek zu sein. Dieser scheint sich zu erhärten, da sie den Vermutungen zunächst nicht eindeutig widerspricht. Ihre Personalpapiere hat sie angeblich auf der Flucht verloren. Dave Gladbaker, der sich trotz oder gerade wegen ihrer ungeklärten Identität ihrer Faszination kaum entziehen kann, begegnet sie zuerst mit einer Mischung aus Spott und Verachtung.
Als Fehleisen Rudi in einer Höhle im Wald aufstöbert, findet er dort neben einer Kiste mit Waffen auch ein Foto von Karin, das sie neben einem SS-Offizier zeigt. Sie trägt darauf eine Jacke, die auch zu einer Uniform gehören könnte. Die Rückseite des Bildes trägt den Stempel eines Fotostudios aus Lublin, obwohl sie leugnete, jemals dort gewesen zu sein. Dies verunsichert Gladbaker noch weiter, der in Karin, in die er sich inzwischen verliebt hat, eine Komplizin der Mörder seiner Eltern vermuten muss. Doch auch die junge Frau hat mittlerweile Gefühle für den Ermittler entwickelt.
Schließlich gestehen Dave und Karin sich ihre Liebe und verbringen eine Nacht miteinander. Als er in der Dunkelheit erwacht, findet er sie auf dem Boden des Zimmers sitzend, an eine Wand gekauert. Offenbar selbst traumatisiert erzählt sie ihm, in Lublin bei einem Straßenbaukommando als Krankenschwester gearbeitet zu haben. Als eine Selektion aus einem Transport von tausend Häftlingen anstand, habe sie daraus dreihundert arbeitsfähige ausgewählt, obwohl sie die verbleibenden damit zum Tod in der Gaskammer verdammte. Eigentlich sei dies die Aufgabe einer Ärztin gewesen, die aber aufgrund ihrer Morphiumsucht nicht dienstfähig war. Sie rechtfertigt sich damit, die Selektierten wären der körperlich schweren Zwangsarbeit nicht gewachsen gewesen und ohnehin binnen weniger Tage gestorben. Angeblich kann sie sich nicht mehr erinnern, ob ihr die tödliche Konsequenz ihrer Auswahl schon bei der Entscheidung bewusst war.
Dave Gladbaker ringt mit sich, mit seiner Liebe, dem Hass auf die Mörder und seinem Gerechtigkeitsempfinden als Anwalt. Seiner Pflicht gehorchend, müsste er die junge Frau verhaften, worauf man sie vermutlich nach Polen ausliefern würde. Das möchte er nicht. Karin enthebt ihn schließlich dieser Entscheidung, indem sie sich anzieht und fortgeht. Gladbakers Pistole nimmt sie mit, die Suche nach ihr bleibt erfolglos.

## Kritik
„Zwischen der einzigen Überlebenden eines Massakers an einer fünfköpfigen Familie, einer attraktiven Flüchtlingsfrau, und dem amerikanischen Ermittler, einem Besatzungsoffizier jüdischer Abstammung, entwickelt sich im Sommer 1945 eine verhängnisvolle Beziehung. Ambitioniertes (Fernseh-)Drama, das den kriminalistischen Ausgangspunkt zu einer Studie über Schuld und (politische) Verantwortung zu verdichten versucht. Trotz hervorragender darstellerischer Leistungen und einer suggestiven Fotografie erweist sich die ästhetische Raffinesse des Films eher als Bumerang, weil sich die Auseinandersetzung mit deutscher Vergangenheit und Geschichte in einem Dickicht von Klischees und Wunschvorstellungen verstrickt.“

## Hintergrund
Der Filmtitel nimmt gleichermaßen auf das Ende des Zweiten Weltkrieges wie auch des NS-Staates Bezug.
Die Außenaufnahmen entstanden in Weißensee im Landkreis Sömmerda in Thüringen.
Der Film wurde 1998 mit dem Goldenen Löwen in der Kategorie Bester Fernsehfilm ausgezeichnet, Karoline Eichhorn im gleichen Jahr für ihre Rolle mit dem Bayerischen Fernsehpreis geehrt. Regisseur und Drehbuchautor Oliver Storz sowie die Hauptdarsteller Karoline Eichhorn, Stefan Kurt und Bruno Ganz erhielten für den Film 1999 den Adolf-Grimme-Preis mit Gold.

## Veröffentlichung
Nach der der deutschen Erstausstrahlung am 29. April 1998 in der ARD wurde der Film am 16. November 1998 auf 3sat erstmals wiederholt.
Bislang (Stand 2021) ist er nicht als Datenträger veröffentlicht worden, jedoch über das Video-on-Demand-Portal Maxdome abrufbar. Auf Anfrage kann eine Kopie auf DVD über den Mitschnittdienst des SWR bezogen werden.